# قمة الأرض 2002
انعقد مؤتمر القمة العالمي للتنمية المستدامة لعام 2002، في جنوب أفريقيا في الفترة من 26 آب / أغسطس إلى 4 أيلول / سبتمبر 2002.وقد انعقد لمناقشة منظمات [التنمية المستدامة] بعد 10 سنوات من قمة الأرض الأولى في ريو دي جانيرو.(لذلك أطلق عليها أيضًا اسم «ريو +10» بشكل غير رسمي. )

## تصريحات
وكان تصريح جوهانسبرج النتيجة الرئيسية للقمة؛ ومع ذلك، كان هناك العديد من الاتفاقيات الدولية الأخرى.
وقد وضعت خطة جوهانسبرج للتنفيذ كخطة عمل 

## الاتفاقيات
جوهانسبرج، 27 أغسطس: تم التوصل إلى اتفاق لاستعادة مصايد الأسماك المستنفدة في العالم لعام 2015. تم الاتفاق عليه من قبل المفاوضين في القمة العالمية.
وبدلاً من الاتفاقيات الجديدة بين الحكومات، تم تنظيم قمة الأرض في الغالب حول ما يقرب من300 «مبادرة شراكة» تُعرف بالنوع الثاني، على عكس الشراكات من النوع الأول والتي تعد النتيجة الأكثر كلاسيكية للمعاهدات الدولية. كان من المفترض أن تكون هذه هي الوسائل الرئيسية لتحقيق الأهداف الإنمائية للألفية .هذه محفوظة في قاعدة بيانات الشراكات من أجل التنمية المستدامة.

## مشاركة الولايات المتحدة
غياب الولايات المتحدة جعل القمة عاجزة جزئياً. وقاطع جورج دبليو بوش القمة ولم يحضر. باستثناء الظهور القصير لكولن باول ، الذي خاطب على عجل المراحل الختامية للمؤتمر بينما كانت طائرته تحلق على مدرج جوهانسبرج الدولي، لم ترسل الحكومة الأمريكية وفداً، مما أكسب بوش الثناء في رسالة من منظمات محافظة مثل الأمريكيين. للإصلاح الضريبي معهد أمريكان إنتربرايز، ومعهد المشاريع التنافسية. 

## تاريخ
انعقد مؤتمر الأمم المتحدة المعني بالبيئة البشرية لأول مرة في ستوكهولم ، السويد، في يونيو 1972، وشهد ظهور القانون البيئي الدولي. حدد الإعلان بشأن البيئة البشرية المعروف أيضًا باسم إعلان ستوكهولم المبادئ لمختلف القضايا البيئية الدولية، بما في ذلك حقوق الإنسان وإدارة الموارد الطبيعية ومنع التلوث والعلاقة بين البيئة والتنمية.كما أدى المؤتمر إلى إنشاء برنامج الأمم المتحدة للبيئة .
قدمت لجنة برونتلاند التي شكلتها جرو هارلم برونتلاند ، رائدة التنمية المستدامة،الزخم لقمة الأرض الأولى لعام 1992 – مؤتمر الأمم المتحدة للتنمية البيئية (يو ان سي دي)،الذي ترأسه أيضًا موريس سترونج، الذي كان عضوًا بارزًا لجنة برونتلاند – وكذلك اجنده 21 .
عُقد أول مؤتمر وطني لجنوب أفريقيا بشأن البيئة والتنمية بعنوان «السياسة البيئية، وتسييس البيئة» في جامعة ويسترن كيب بالاشتراك مع مجموعة كيب تاون البيئية وفرع ويسترن كيب للمؤتمر العالمي للدين والسلام في عام 1991.ومن الشخصيات البارزة التي شاركت في هذا المؤتمر إبراهيم رسول، وشيريل كارولوس، وفريد إسحاق، وجوليا مارتن.
عقدت المناقشات الأولية غير الرسمية حول قمة جديدة محتملة في عام 2002 في فبراير 1998 واستضافها ديريك أوزبورن الذي شارك في رئاسة الاجتماعات التحضيرية لمؤتمر ريو +5 ومنتدى أصحاب المصلحة من أجل مستقبل مستدام . بدأت مجموعة من 10 حكومات العمل بشكل غير رسمي للبدء في وضع جدول الأعمال المحتمل للقمة. ضمنت الأوراق غير الرسمية الصادرة في عامي 1998 و 1999 أنه عندما تجتمع لجنة الأمم المتحدة في عام 2000 ، يمكنها الموافقة على استضافة قمة أخرى في عام 2002.

## روابط خارجية
- Earth Summit 2002 نسخة محفوظة 1 سبتمبر 2019 على موقع واي باك مشين.
- Johannesburg Summit
- Greenpeace Earth Summit Page
- Constitution of the Conference